# Félix de Muelenaere
Felix Amandus de Muelenaere (Pittem, 5 aprile 1793 – Pittem, 5 agosto 1862) è stato un politico belga, primo ministro del Belgio dal 24 luglio 1831 al 20 ottobre 1832.

## Formazione
Si è laureato nel 1815 presso la Facoltà di Giurisprudenza di Bruxelles, parte dell'Università Imperiale fondata da Napoleone nel 1806 e situata nel palazzo di Charles de Lorraine.

## Carriera
Dopo aver esercitato la professione di avvocato a Bruges, dal 1824 al 1829 a seguito della Rivoluzione belga viene nominato governatore della Provincia delle Fiandre Occidentali. Successivamente, nel 1831 viene eletto alla Camera dei rappresentanti.
Dopo l'insediamento del principe Leopoldo di Sassonia Coburgo sul trono del Belgio nel 1831 venne nominato primo ministro.
A seguito ricoprì la carica di Ministro degli Esteri (1834-1836 e poi ancora nel 1841).